# Edmond, Kansas
Edmond är en ort i Norton County i Kansas. Vid 2010 års folkräkning hade Edmond 49 invånare.